# Дисципліна (поведінка)
Дисциплі́на — певний порядок поведінки людей відповідно до норм права і моралі, що склались у суспільстві чи організації.
Поведінка визначається сукупністю дій та вчинків особистості, способом її життя. У поведінці людини проявляються особливості характеру, темперамент, потреби й уподобання.

## Визначення
Єдиного загальновизнаного поняття дисципліни в науці немає. Проте головним в існуючих визначеннях є встановлення таких зв'язів між людьми, що забезпечує організованість і порядок у суспільстві, визначає поведінки людей відповідно до соціальних норм права і моралі.
Дисципліна дозволяє будувати ефективні соціальні та трудові відносини. Поняття «дисципліни» багатозначне. Найбільш точним може бути визначення російського вченого В. І. Шкатули:
|  | Дисципліна — це суспільні відносини, які складаються з приводу дотримання соціальних і технічних норм, правил поведінки в сім'ї, організації, суспільстві, державі. |

Вимоги до дисципліни залежать від того, у яких ситуаціях розглядаються відносини між людьми. Керування дисципліною дозволяє ефективно досягати політичних, соціологічних, технологічних цілей, є фактором розвитку системи.

## Суть дисципліни
Усі визначення дисципліни, як правило, характеризують певну її сторону або певний її вид. Коли говорять про дисципліновану людину, то перш за все відзначають рівень виконання нею своїх обов'язків, тобто розглядають виконавську дисципліну. Всі катастрофи, що відбуваються, крім природних, виникають з вини людини, що порушила дисципліну.
Дисципліна — це рівень (високий, середній, недостатній) дотримання норм в організації, суспільстві. Родовою ознакою дисципліни є порядок — сукупність правил поведінки, дотримання яких вимагається від людини.
В дисципліні виділяють дві сторони:
- об'єктивну — порядок, без якого не може існувати організація;
- суб'єктивну — виконання обов'язків, дотримання прав.

За способом підлеглості дисципліна класифікується на примусову і добровільну, за видами — економічну, політичну, фінансову, трудову і технологічну.

## Управління дисципліною
Важливою умовою управління дисципліною та дисциплінарними відносинами є ефективне використання впливу, лідерства та влади.
- Вплив — це будь-яка поведінка однієї людини, що вносить зміни у поведінку, стосунки, відносини інших людей.
- Лідерство — це здатність впливати на групу людей або окрему людину з метою зосередження їх зусиль на досягненні цілей організації.
- Влада — це можливість впливати на поведінку інших людей.

Управління дисципліною здійснюється через використання методів, засобів переконань (виховання), заохочень, примусу. Практика використання всіх цих методів нараховує тисячоліття.
У більшості випадків ефективним є переконання, оскільки людина, за визначенням І.Канта, єдина істота, яку потрібно виховувати. Дисципліна виводить людину з тваринного світу — це спосіб позбавлення людиною її дикості.
Переконання — метод виховання, впливу на свідомість людей з метою спрямування їх на корисну діяльність або гальмування негативних вчинків. Воно має два значення:
- Процес впливу на людей чи колектив.
- Особливий стан свідомості, впевненості в істині знань, що ґрунтуються на розумінні закономірностей дійсності.

В процесі управління дисципліною виділяють три напрями: стабільний рівень дисципліни, розвиток її від більш простих до більш складних форм, від примусової дисципліни до самодисципліни.
- Самодисципліна — вищий рівень, досягнення якого є кінцевою метою управління.
- Деградація — перехід від високого до низького рівня, від самодисципліни до примусової.